# Herdon István
Herdon István (Mátészalka, 1962. november 1. – ) agrár közgazdász, üzletember, befektető, bankár 
XANGA Investment & Development Group kockázati tőkebefektető cégcsoport alapító tulajdonos-elnök vezérigazgatója.

## Élete
Mátészalkán született 1962. november 1-jén. Apai ág USA-ból származik, anyai ág nemesi család.
1977-81 Esze Tamás Gimnázium, Mátészalka.
1982-87 DATE, agrár közgazdász szak, 1987 mérlegképes könyvelő.
1992 Nemzetközi Bankárképző Magy. Hitelbank Bp.
1997 Nemzetközi Bankárképző Francia Fejlesztési Bank Párizs SzE.: több mint húszéves tapasztalattal rendelkezik kockázati tőkebefektetés terén; a XANGA Investment & Develpment Group kockázati tőkebefektető cégcsoport (XID) alapító tulajdonosa, igazgatója; munkájának eredményeképpen az elmúlt egy évtizedben több tucat külföldi vállalkozás kezdhette meg működését a kelet-magyarországi térségben, elsősorban Debrecenben; a cégcsoport fő tevékenysége korszerű infrastruktúrával ellátott, magas színvonalú technológiai transzfer fogadására alkalmas ipari üzemek, valamint szolgáltató egységek létesítése és bérbeadással történő hasznosítása; a cégcsoport a mintegy 80 hektáros Debreceni Regionális és Innovációs Ipari Park infrastruktúrájának fejlesztője és a park üzemeltetője; a több mint 30 vállalkozással működő ipari park 2009-ben az Év Ipari Parkja címet kapta meg; az ipari park mellett a XANGA cégcsoport a Debreceni Nemzetközi Repülőtér cargo és logisztikai bázisának fejlesztője és üzemeltetője; 2010-ben a The New Europe angol gazdasági magazin a XANGA cégcsoportot Európa 50 legdinamikusabban fejlődő vállalkozása közé sorolta (Fast 50); a cégcsoport alapítását megelőzően a bankszektorban dolgozott, ahol fő munkaterülete a kockázatkezelés és vállalkozások finanszírozása volt; 1994-98 között az Északkelet-Magyarországi Regionális Fejlesztési Holding Rt. befektetési menedzsereként, valamint a Záhony és Térsége Fejlesztési Társaság pénzügyi szakértőjeként végezte munkáját; 1993-94 között a Magyar Befektetési és Fejlesztési Bank főmunkatársa, 
1988-93 között a Magyar Hitel Bank Rt. Mátészalkai Igazgatóságnak osztályvezetője, valamint a bank felügyelő bizottságának tagja volt
Támogatás: Debreceni Hokiklub, Innováció az Energiahasznosításért Alapítvány HO.: családi programok, gyerekek, szauna, relaxáció 
Ma Magyarország és Közép-Európa egyik legsikeresebb üzletembere emiatt is cége az 50 legdinamikusabban fejlődő cégek közé tartozik.
2012-ben Magyarország 100 leggazdagabb embere közé került.
2017-ben 22 milliárd forintos vagyonával ő volt Magyarország 38. leggazdagabb embere.
2021-ben 39,4 milliárd forintos vagyonával ő Magyarország 35. leggazdagabb embere.
2024-ben 67 milliárd forintos vagyonával ő Magyarország 34. leggazdagabb embere. 
Fia, Dr. Herdon István ügyvéd, gazdasági jogi szakjogász, többszörösen díjazott magyar jogász, a Herdon Ügyvédi Iroda és több start up vállalkozás alapítója. Lányai közül Herdon Sára közgazdász, Herdon Anna pedig gyógytornász végzettségű.  